# Lino
Lino je moško osebno ime.

## Izvor imena
Ime Lino izhaja iz italijanskega imena Lino, to pa prek latinskega Linus iz grškega Linos z nejasnim izvorom. Imeni Lin, Lino sta tudi možni skrajšani obliki iz moških imen, ki se končujejo na -lino, npr. Fridolin, Vendelin.

## Različice imena
- moška oblika imena: Lin, Linko,
- ženska oblika imena: Lina

## Pogostost imena
Po podatkih Statističnega urada Republike Slovenije je bilo na dan 31. decembra 2007 v Sloveniji število moških oseb z imenom Lino: 56.

## Osebni praznik
V koledarju je ime Lino zapisano 23. septembra (papež Lin, drugi rimski papež, † 23. sep. 76).